# Diamond Mistress
Diamond Mistress är ett album av det gamla svenska hårdrocks- och metalbandet Madison. Albumet släpptes i juni/juli 1984 och inkluderar mini-hiten och anthemet Lay Down Your Arms. Andra populära låtar från skivan är rå-riffade Sneaker, Don't Look Around och balladerna Pictures Return samt Changes. Albumet sålde bra i framförallt Sverige och Japan, men även på andra ställen i Europa. Dock speciellt i Skandinavien.

## Låtlista
1. Lay Down Your Arms
2. Run Boy
3. Sneaker
4. Don't Look Around
5. Pictures Return
6. Diamond Mistress
7. Don't Go
8. Squeler
9. Changes
10. Turn Me Loose

## Line-up
- Göran Edman - sång
- Anders Karlson - gitarr
- Dan Stomberg - gitarr
- Conny Sundqvist - bas
- Peter Fredrickson - trummor